# Desis bobmarleyi
Espèce
Desis bobmarleyi est une espèce d'araignées aranéomorphes de la famille des Desidae.

## Distribution
Cette espèce est endémique du Queensland en Australie.

## Description
Le mâle holotype mesure 6,03 mm et la femelle paratype 8,82 mm.

## Étymologie
Cette espèce vivant dans l'estran a été nommée en l'honneur du chanteur Bob Marley et de sa chanson "High Tide or Low Tide".

## Publication originale
- Baehr, Raven & Harms, 2017 : High Tide or Low Tide : Desis bobmarleyi sp. n., a new spider from coral reefs in Australia’s Sunshine State and its relative from Sāmoa (Araneae, Desidae, Desis). Evolutionary Systematics, vol. 1, p. 111-120.